# As Dusk Falls
Az As Dusk Falls egy 2022-es kalandjáték, amelyet az Interior Night fejlesztett és az Xbox Game Studios adott ki Xbox One és Xbox Series X/S konzolokra, és Windowsra, 2024-ben pedig PS4 és PS5-re.

## Játékmenet
Az As Dusk Falls játékmenete az interaktív történetmesélésre épül, valamint egyedi technikákat alkalmaz a játékosok közötti konszenzus mérésére a többjátékos módok kulcsfontosságú döntéseinél. A történet egy több generáción átívelő dráma, amely két család sorsának ütközését meséli el az arizonai sivatagban, 1998-ban.

## Cselekmény
|  | Alább a cselekmény részletei következnek! |

### 1. könyv: Összeütközés
1998-ban a Walker család – Vince, felesége Michelle, hatéves lányuk Zoe és Vince apja, Jim – éppen St. Louisba, Missouri államba költözik. Útjuk során, Two Rock közelében autóbalesetet szenvednek a Holt testvérekkel, Tylerrel, Dale-lel és Jay-jel, aminek következtében az autójuk lerobban. Mivel nem tudnak továbbhaladni, a család szobát bérel egy közeli motelben, a Desert Dreamben. Közben a Holt testvérek betörnek Dante Romero seriff házába, hogy ellopják a páncélszekrényében őrzött több százezer dollárt. A legfiatalabb testvér, Jay, ellop egy madaras könyvet is, mivel szereti a madarakat. Romero seriff azonban váratlanul hazaérkezik, ezért a testvérek elmenekülnek, de a seriff észreveszi a teherautójukat, és riasztja az egész rendőrséget, hogy felkutassák őket. A testvérek végül a Desert Dream motelbe menekülnek, ahol túszul ejtik a Walker családot, a moteltulajdonos Joyce-t, valamint a karbantartót, Pault, és azt tervezik, hogy alkonyatig bujkálnak. A rendőrség különböző módokon értesülhet az esetről a játékos döntéseitől függően, végül azonban körbezárják a Desert Dreamet. Különböző visszaemlékezések felfedik, hogy a Walker házasság már korábban is válságban volt Sacramentóban. Vince korábban repülőgép-mérnökként dolgozott, de elbocsátották, miután egy műszaki hiba halálos balesetet okozott. Bár figyelmeztette a tulajdonosokat a hibára, nyomás alá helyezték, hogy vállalja magára a felelősséget pénzért cserébe. Michelle viszonyt kezdett egy másik férfival. Jim, Vince régóta eltávolodott apja, agytumorban szenved. A Holt családról is kiderül, hogy egy széthullott család, amelyet az apjuk, Bear, egy szerencsejáték-függő férfi tartott szegénységben. A testvérek azért rabolták ki a seriffet, hogy kifizessék apjuk adósságait, és így megszabaduljanak az őket fenyegető hitelezőktől. Jay dönthet úgy, hogy megakadályozza, hogy Bear öngyilkosságot kövessen el a biztosítási pénzért, vagy hagyhatja, hogy meghaljon. A Holt testvérek anyja, Sharon, bejut a motelbe, miután sikerül meggyőznie a rendőrséget, hogy rá tudja venni a fiait a megadásra. Valójában azonban összeesküszik velük, és segít nekik megszökni. Romero seriff közben kapcsolatba lép Vince-szel, és arra biztatja, hogy keressen meg egy fekete könyvet, amelyet a testvérek akaratlanul is elloptak. Vince Jay-jel együttműködve rájön, hogy a könyv a madaras könyvben rejtőzik, amit Jay elvitt. A fekete könyv tartalmazza Romero seriff korrupt ügyeit, beleértve a vesztegetéseket és illegális pénzmozgásokat, mindezt egy külföldi bankszámlán tartva. Romero azt állítja, hogy a pénz veszélyes emberekhez tartozik, és hogy mindenáron vissza kell szereznie a könyvet. A seriff két sikertelen támadást is indít a motel ellen, amelyek során több rendőr is életét veszti. Végül Romero egy iskolabusszal áttöri a motel bejáratát. A buszt felgyújtják és felrobban, a túlélő Holt testvérek pedig egy túszt magukkal hurcolva menekülnek – ez a túsz lehet Vince vagy Zoe. Dale-t lelövik és megölik, és a játékos döntései alapján Michelle, Joyce és akár Vince is meghalhat.

### 2. könyv: Tágulás
A Holt testvérek autóbalesetet szenvednek, emiatt Sharon és Tyler kénytelenek elmenekülni, Jay-t hátrahagyva. Jay végül magához tér, de agyrázkódást szenvedett, és egy Vanessa nevű fiatal lány veszi magához. A két fiatal között kapcsolat alakulhat ki, mielőtt Jay továbbindul. Később újra találkozik Sharonnal és Tylerrel egy erdei kunyhóban, ahol megtudja, hogy Tyler Mexikóba akar menekülni az anyjával. Ekkor Jay rájön a sokkoló igazságra: Sharon valójában nem az édesanyja, hanem a nagynénje – Jay az ő nővérétől származik, aki szülés közben meghalt. Ezek után Jay úgy dönt, hogy egyedül észak felé menekül, Kanadába. Jay Salt Lake Citybe és segítséget kér Vanessától. A lány, aki saját apja szigorúságával és testvére elvesztésével küzd, úgy dönt, hogy elszökik Jay-jel, hogy segítsen neki elrejtőzni. Útközben megállnak egy házibulin Idaho Fallsban, ahol Vanessa egy régi barátjától kér segítséget. A döntésektől függően Vanessa vagy elhagyja Jay-t, vagy úgy dönt, hogy barátként vagy szerelmeként vele tart Kanadába. Jay végül az FBI üldözése elől a montanai Glacier Nemzeti Parkon keresztül próbál elmenekülni. A történet attól függően alakul, hogy: Sikerül-e Vanessával vagy nélküle átszöknie a határon, vagy a folyóba vetve magát halottnak hiszik, vagy végül elfogják és börtönbe kerül. Eközben Sharon találkozik Paullal, aki Romero unokatestvére és egy régi barátja. A döntésektől függően: Paul segíthet Sharonnak megszökni, ha kiürítik Romero offshore számláját, vagy Paul elárulhatja őt, és Sharon börtönbe kerül. A történet 2012-ben folytatódik, amikor Zoe még mindig szorongással és rémálmokkal küzd a Desert Dreamben átélt események miatt. Az állapota súlyosbodik, amikor leveleket kezd kapni Jaytől, aki azt kéri tőle, hogy írjon vissza neki. Jim, aki korábban bevallotta Vince-nek, hogy hazudott az agydaganatáról, most Alzheimer-kórral küzd. Ennek ellenére arra ösztönzi Zoét, hogy nézzen szembe a félelmeivel. Zoe megkeresi Jayt, aki attól függően, hogyan alakult a történet, börtönben van vagy szökésben él a kanadai vadonban. Ha Vanessával szökött meg 1998-ban, Jay elmeséli, hogy sok évet töltöttek együtt, de Vanessa végül belefáradt a bujkálásba és Kaliforniába költözött. A történet lezárása a játékos döntéseitől függ: Zoe megbocsáthat Jaynek, de kérheti, hogy többé ne keresse, vagy elárulhatja a rendőrségnek; Jay bujkálva élhet tovább, börtönbe kerülhet vagy kivégezhetik; Tyler vagy elfogásra kerül, vagy egy olajfúrótornyon dolgozik tovább szökevényként; Sharon börtönbe kerülhet, vagy Paullal egy trópusi tengerparton élhet tovább; Vince vagy vállalja a felelősséget a repülőgép-balesetért és irodai munkát végez, vagy bepereli a légitársaságot és saját repülőiskolát nyit; Michelle vagy meghal, elválik Vince-től, vagy mással jegyzi el magát; ha Bear életben maradt, virágot helyez Dale sírjára. A történet végén, miután Zoe hazatér Jaytől, meglátogatja Jimet, ám ekkor szemtanúja lesz egy támadásnak: egy ismeretlen üldöző elrohan mellette, miközben Jim egy titokzatos múltbeli eseményről üzenetet hagy neki a telefonján. Jim titka valahogyan Two Rockhoz kötődik, de senkinek sem beszélt róla.
|  | Itt a vége a cselekmény részletezésének! |

## Fejlesztés
Az As Dusk Falls hivatalosan 2020. július 23-án került bejelentésre az Xbox Games Showcase eseményen. A fejlesztést Caroline Marchal kreatív rendező vezette, aki korábban a Quantic Dreamnél dolgozott, mint tervező a cég Heavy Rain és Beyond: Two Souls című játékaiban.

## Fogadtatás
| Összegzőoldal | Értékelés |
| ------------- | --------- |
| Metacritic    | 77/100    |

| Szerző        | Értékelés |
| ------------- | --------- |
| EGM           | 4/5       |
| Game Informer | 8,75/10   |
| GameSpot      | 9/10      |
| GamesRadar+   | 4/5       |
| HobbyConsolas | 80/100    |
| IGN           | 9/10      |
| Jeuxvideo.com | 15/20     |
| PC Gamer (US) | 80/100    |
| RPGFan        | 86/100    |
| Shacknews     | 8/10      |
| The Guardian  | 4/5       |

Az As Dusk Falls "általánosan kedvező" értékeléseket kapott a kritikusoktól, a Metacritic összesítő weboldal szerint.
Michael Goroff, az Electronic Gaming Monthly kritikusa, kedvezően írta meg a játék megfelelően rendezett jeleneteit, az érzelmeket kifejező festmény-alapú művészeti stílust, a különböző útvonalak megtekintésének lehetőségét, a kooperatív mód bevezetését és az elragadó történetmesélést. Ugyanakkor nem tetszett neki a történet második felének feszültségét aláásó megoldás, valamint a cliffhanger befejezés.
Robert Purchese, az Eurogamer újságírója a játékot "a legjobb interaktív filmjáték"-nak nevezte, kiemelve a multiplayer elemet, a fotorealisztikus képregényes művészeti stílust, a hatékony kulcsfontosságú képeket, a lenyűgöző hangmunkát, a karakterfejlődést, a visszatekintéseken alapuló történetmesélést, a nehéz témák érett ábrázolását és a TV-sorozatokra emlékeztető prezentációt. Végül azt írta, hogy a As Dusk Falls "megmutatja, mennyire jól tudják a játékok kezelni az ilyen történeteket és témákat, ha odafigyeléssel és megértéssel készítik őket, és hogy mennyire képesek bevonni minket mások életébe, és érdekelté tenni minket azokban a döntésekben, amelyeket meg kell hozniuk."

## Díjak, elismerések
| Év   | Díj                          | Kategória                                                | Eredmények |
| ---- | ---------------------------- | -------------------------------------------------------- | ---------- |
| 2022 | The Game Awards              | Játékok a változásért                                    | Elnyerte   |
| 2022 | The Game Awards              | Innováció az akadálymentesítésben                        | Jelölve    |
| 2022 | Golden Joystick Awards       | Az év Xbox játéka                                        | Jelölve    |
| 2023 | New York Game Awards         | Herman Melville-díj a legjobb írásnak                    | Jelölve    |
| 2023 | New York Game Awards         | Great White Way-díj a legjobb alakításért (Alex Jarrett) | Jelölve    |
| 2023 | British Academy Games Awards | Legjobb debütáló játék                                   | Jelölve    |

## Fordítás
Ez a szócikk részben vagy egészben  az   As Dusk Falls című angol Wikipédia-szócikk ezen változatának fordításán alapul.  Az eredeti cikk szerkesztőit annak laptörténete sorolja fel. Ez a jelzés csupán a megfogalmazás eredetét és a szerzői jogokat jelzi, nem szolgál a cikkben szereplő információk forrásmegjelöléseként.